# Adozione da parte di coppie dello stesso sesso

Stato legale delle adozioni da parte di coppie dello stesso sesso nel mondo
Adozione legale
Adozione del figlio del partner legale
Nessuna legislazione al riguardo
Stati con matrimonio tra persone dello stesso sesso che non consentono a queste coppie di adottare

     Adozione legale
     Adozione del figlio del partner legale
     Nessuna legislazione al riguardo
     Stati con matrimonio tra persone dello stesso sesso che non consentono a queste coppie di adottare

## Adozione da parte di coppie dello stesso sesso nel mondo
Le coppie dello stesso sesso possono accedere all'adozione di minori in 39 Paesi: Andorra, Argentina, Australia, Austria, Belgio, Brasile, Bolivia, Canada, Cile, Colombia, Costa Rica, Croazia, Cuba, Danimarca, Estonia, Finlandia, Francia, Germania, Grecia, Irlanda, Islanda, Israele, Liechtenstein, Lussemburgo, Malta, Norvegia, Nuova Zelanda, Paesi Bassi, Portogallo, Regno Unito, Slovenia, Spagna, Stati Uniti d'America, Sudafrica, Svezia, Svizzera, Taiwan, Thailandia e Uruguay. L'adozione da parte di coppie dello stesso sesso è inoltre legale in 21 dei 31 stati del Messico.
Altri Paesi, pur non consentendo l'adozione di minori da parte di coppie dello stesso sesso, riconoscono a chi è in coppia con una persona di sesso uguale l'adozione dei figli naturali e adottivi del partner; tra questi vi sono San Marino e la Repubblica Ceca.
L'adozione dei figli naturali e adottivi del partner è conosciuta anche come adozione del figliastro, o del figlio del partner (stepchild adoption).

### Asia

#### Israele
Nel gennaio 2005 la Suprema corte di Israele ha permesso alle donne lesbiche l'adozione dei figli del o della partner e dal 2008 anche per le coppie omosessuali di sesso maschile.

### Africa

#### Sudafrica
In Sudafrica sono possibili sia l'adozione congiunta che la step-child adoption sin dal 2002.

### Europa

Stato legale delle adozione da parte di coppie dello stesso sesso in Europa
Adozione legale
Adozione del figlio del partner legale
Nessuna legislazione al riguardo

Adozione legale
     Adozione del figlio del partner legale
     Nessuna legislazione al riguardo

#### Andorra
L'adozione congiunta di minori è aperta alle coppie dello stesso sesso per effetto della legge che ha istituito l'unione civile per coppie dello stesso sesso e ha garantito la possibilità di adottare congiuntamente minori alle coppie dello stesso sesso unite civilmente o conviventi di fatto, approvata nel 2014.

#### Austria
In Austria l'adozione di minorenni da parte di coppie dello stesso sesso è divenuta legale il 14 gennaio 2015, per effetto della sentenza della Corte Costituzionale austriaca che ha dichiarato non conforme alla costituzione il divieto fino ad allora esistente. In precedenza, grazie ad una legge promulgata nel 2013, alle coppie omosessuali era consentita solo l'adozione dei figli biologici di uno dei partner, ma non adottare congiuntamente figli non biologici.

#### Lussemburgo
L'adozione congiunta di minori è aperta alle coppie dello stesso sesso per effetto della legge che ha garantito alle coppie dello stesso sesso l'accesso al matrimonio, approvata nel corso del 2014 ed entrata in vigore a inizio 2015.

#### Spagna
In Spagna l'adozione di bambini da parte di coppie dello stesso sesso è legale ai sensi del Codice Civile spagnolo così come modificato dalla legge che nel 2005 ha aperto il matrimonio, e con esso l'adozione congiunta di minori, alle coppie dello stesso sesso. In conformità a quanto previsto dal Codice Civile, gli omosessuali (di sesso maschile o femminile) possono adottare bambini anche da persone singole così come è permesso a chi è eterosessuale.
A livello regionale, nelle comunità autonome spagnole di Catalogna, Aragona, Navarra, Paesi Baschi e Cantabria la possibilità di adottare congiuntamente minori è consentita anche alle coppie dello stesso sesso (e alle coppie di sesso diverso) conviventi.

#### Francia

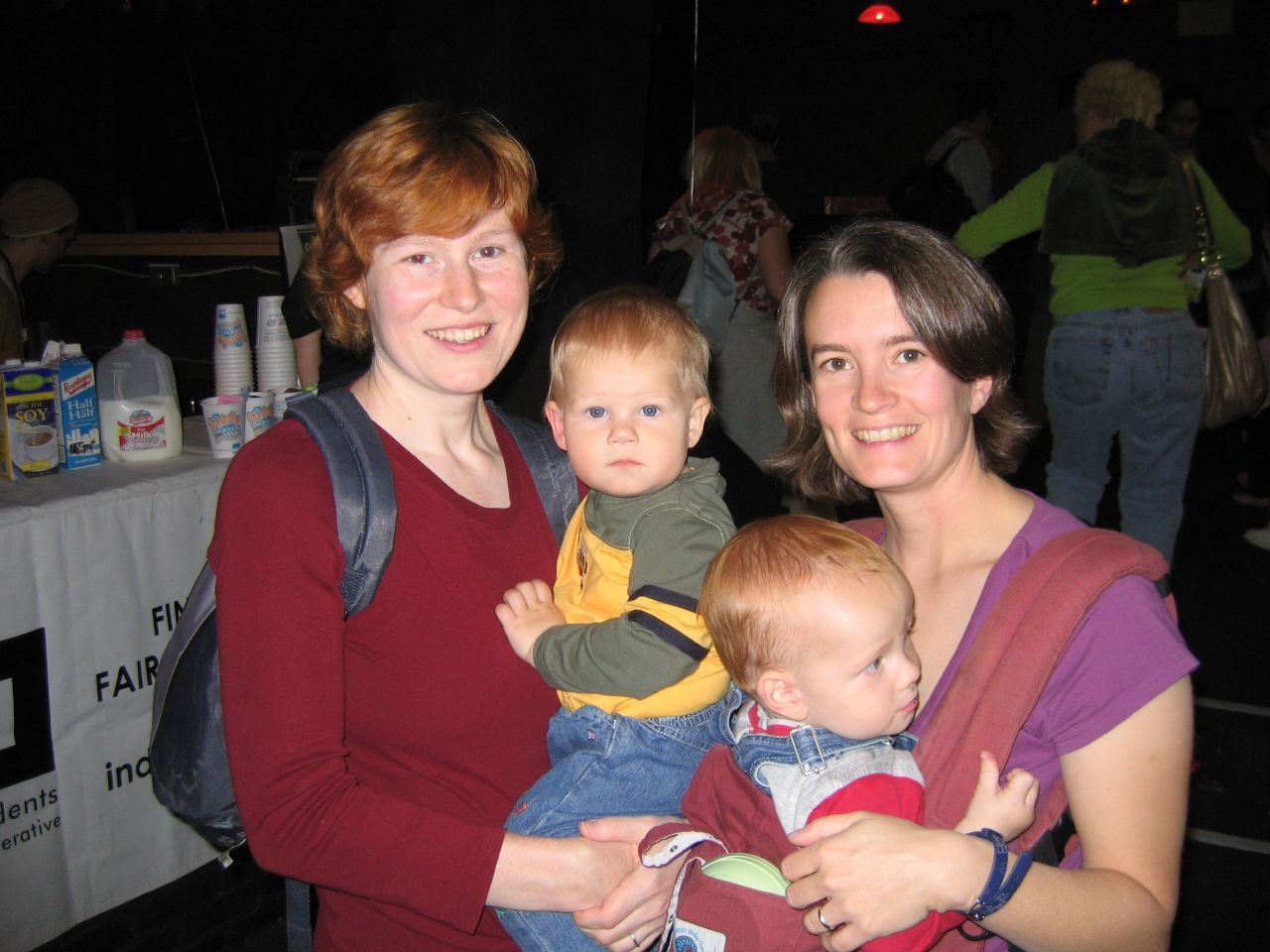
Una coppia di donne con i loro figli.

In Francia l'adozione di bambini da parte di coppie dello stesso sesso è legale ai sensi del Codice Civile francese così come modificato dalla legge che nel 2013 ha aperto il matrimonio, e con esso l'adozione congiunta di minori sia nella tipologia semplice sia nella tipologia plenaria, alle coppie dello stesso sesso. Inoltre, omosessuali possono adottare bambini anche da persone singole così come è permesso a chi è eterosessuale.
La possibilità di adottare congiuntamente minori, essendo prerogativa delle coppie di qualsiasi composizione sessuale unite in matrimonio, non è consentita alle coppie dello stesso sesso (o di sesso diverso) conviventi, le quali però possono comunque beneficiare delle norme del Codice Civile francese che consentono a qualsiasi genitore in convivenza con una persona dello stesso sesso o di sesso diverso la possibilità di delega totale o parziale dell'esercizio della podestà genitoriale in favore del partner.

#### Germania
Con una sentenza del 2013 la Corte costituzionale tedesca aveva aperto alla adozione del figlio del partner con cui era stata stipulata un'unione civile ed aveva posto le basi per legittimare costituzionalmente l'adozione congiunta. L'adozione congiunta di minori è aperta alle coppie dello stesso sesso per effetto della legge che ha garantito alle coppie dello stesso sesso l'accesso al matrimonio, approvata nel 2017.

#### Regno Unito
Nel Regno Unito l'adozione di bambini da parte di coppie dello stesso sesso è legale per effetto dell'Adoption and Children Act 2002, legge che ha aperto l'adozione congiunta di minori alle coppie di fatto di sesso diverso e dello stesso sesso in Inghilterra e Galles, dell'Adoption and Children (Scotland) Act 2007, legge approvata a larga maggioranza dai membri del Parlamento della Scozia nel corso del 2006 che ha allineato la legislazione scozzese in materia di adozione congiunta di minori a quella inglese e gallese, e della sentenza in proposito emessa dalla Corte d'Appello dell'Irlanda del Nord nel giugno 2013, che ha allineato l'Irlanda del Nord al resto del Regno Unito. Prima di queste riforme ciascun membro di tali coppie poteva adottare, ma i figli risultavano figli di genitori single e il partner era escluso dalla genitorialità e non aveva alcun legame parentale con il figlio.

#### Belgio
Il Parlamento del Belgio ha votato il 24 aprile 2006 una riforma che permette l'adozione da parte di coppie composte da persone dello stesso sesso. Dopo l'approvazione alla Camera (77 voti a favore, 62 contro e due astensioni) la legge è stata approvata senza emendamenti dal Senato con 34 voti a favore, 33 contro e due astensioni. Dal 2003 in Belgio è possibile il matrimonio omosessuale, ma sino a quella data non era possibile l'adozione, che era consentita solo alle coppie eterosessuali.

#### Paesi Bassi
Nei Paesi Bassi l'adozione congiunta di minori è aperta alle coppie dello stesso sesso per effetto della riforma del 2001 in materia di adozioni che ha modificato il Codice Civile di modo da garantire la possibilità di adottare bambini a coppie, unite in matrimonio o conviventi, di qualsiasi composizione sessuale. Precedentemente, l'adozione congiunta di minori era consentita soltanto a coppie, unite in matrimonio o conviventi, di sesso diverso. La riforma è stata approvata in via definitiva dal parlamento nazionale nel dicembre del 2000 ed è entrata in vigore il 1º aprile 2001 insieme a una riforma che ha aperto il matrimonio alle coppie dello stesso sesso e ad alcune norme atte a modificare varie leggi dell'ordinamento giuridico del Paese in relazione all'apertura di matrimonio e adozioni; tra di esse vi era una norma che introduceva nell'ordinamento il requisito di essere coniugi di sesso diverso per poter adottare congiuntamente minori provenienti da altri Paesi, poi abrogato nel 2008.

#### Islanda
In Islanda l'adozione da parte delle coppie dello stesso sesso è possibile in conseguenza dell'introduzione del matrimonio tra persone dello stesso sesso adottato il 27 giugno 2010. Il disegno di legge è stato approvato dal parlamento islandese, l'Althing, l'11 giugno 2010, senza alcun voto a sfavore.

#### Italia
In Italia l'adozione del figlio del partner nelle coppie omosessuali non è riconosciuta a livello legislativo. La stepchild adoption è disciplinata sin dal 1983 con la Legge 4 maggio 1983, n. 184 "Diritto del minore ad una famiglia" e permette l'adozione del figlio del coniuge.
L'art. 44 prevede deroghe per alcuni casi specifici:
- quando gli adottandi sono uniti al minore - orfano di padre e di madre - da vincolo di parentela fino al sesto grado o da rapporto stabile e duraturo preesistente alla perdita dei genitori;
- quando un coniuge adotta il figlio, anche adottivo, dell'altro coniuge;
- quando il minore è portatore di handicap[48] e orfano di entrambi i genitori;
- quando non sia possibile l'affidamento preadottivo.
- È consentita l'adozione all'estero

La stepchild adoption (legge nº 184 del 4 maggio 1983) all'interno di coppie omosessuali è stata riconosciuta per via giurisprudenziale già dal 2014 prima della emanazione della Legge 20 maggio 2016 n. 76, meglio nota come Legge Cirinnà, che ha introdotto le unioni civili tra persone dello stesso sesso. La novella del 2016 non interviene in tema di stepchild adoption se non per prevedere espressamente che "resta fermo quanto previsto e consentito in materia di adozione dalle norme vigenti", non impedendo così l'evoluzione giurisprudenziale che consente la possibilità da parte dei tribunali di applicare le norme sull'adozione in casi particolari che dal 2007 è ammessa anche in coppie non legate da vincolo matrimoniale e quindi anche a coppie omosessuali.
Nel 2014 il Tribunale dei Minori di Roma ha ritenuto che nessuna legge esprima il divieto per un genitore omosessuale di richiedere l'adozione del figlio del partner. "Considerando che l'obiettivo primario è il bene superiore del minore, è stato permesso ad una donna di adottare la figlia naturale della compagna." Per questo caso il tribunale si basò sull'art. 44 della legge del 4 maggio 1983.
Alcune settimane dopo l'entrata in vigore della legge Cirinnà, la prima sezione civile della Corte di Cassazione ha respinto il ricorso del procuratore generale e ha confermato la sentenza della Corte d'Appello di Roma, con la quale era stata già confermata la sopra menzionata domanda di adozione al Tribunale dei Minori di Roma della minore proposta dalla partner della madre, con lei convivente in modo stabile. Con la sentenza 12962/16, pubblicata il 22 giugno 2016, i giudici della Suprema Corte hanno definitivamente confermato questa adozione, affermando che "non determina in astratto un conflitto di interessi tra il genitore biologico e il minore adottando, ma richiede che l'eventuale conflitto sia accertato in concreto dal giudice". Secondo la Cassazione, inoltre, questa adozione "prescinde da un preesistente stato di abbandono del minore e può essere ammessa sempreché, alla luce di una rigorosa indagine di fatto svolta dal giudice, realizzi effettivamente il preminente interesse del minore". L'adozione all'estero è consentita perché non contrasta con i principi di ordine pubblico internazionale il riconoscimento degli effetti di un provvedimento giurisdizionale straniero di adozione di minore da parte di coppia omoaffettiva che attribuisca lo status genitoriale secondo il modello dell'adozione piena o legittimante. Dal 2025 anche i single omosessuali potranno accedere all'adozione internazionale in più il CIAI (centro italiano aiuti all'infanzia) che opera a livello internazionale e nazionale, ha aperto la strada delle adozioni anche per le coppie omogenitoriali, per tanto in Italia è possibile accedere all'adozione, non senza fatica, già dal 2023 anche per le coppie LGBT.

#### Irlanda
In Irlanda il Children and Family Relationship Bill, disegno di legge che regolamenta l'adozione da parte dei genitori dello stesso sesso, è stato approvato dalla camera bassa del Parlamento irlandese nel marzo 2015. Il Senato ha approvato in via definitiva il testo il 3 aprile 2014, con 20 voti favorevoli e 2 contrari. La legge è stata promulgata dal presidente Michael D. Higgins.

#### Malta
L'adozione congiunta di minori è aperta alle coppie dello stesso sesso per effetto della legge che ha garantito alle coppie dello stesso sesso l'accesso al matrimonio, approvata nel 2017, della legge in materia di coabitazione, approvata nello stesso anno, e della legge in materia di unione civile, approvata nel 2014.

#### Corte europea dei diritti dell'uomo
La Corte europea dei diritti dell'uomo nel febbraio 2013 ha accolto il ricorso portato avanti da una donna omosessuale austriaca che nel suo Paese si era vista negare la possibilità di adottare il figlio della propria convivente come consentito all'interno delle coppie conviventi di sesso diverso, sentenziando che tale negazione costituisce discriminazione per orientamento sessuale e violazione del diritto al rispetto della vita familiare; nel gennaio 2008 la Corte aveva fatto valutazioni simili accogliendo il ricorso portato avanti da una donna omosessuale francese che nel suo Paese si era vista negare la possibilità di adottare un minore da persona singola come consentito alle persone singole eterosessuali., stabilendo che laddove uno Stato riconosce alle persone non coniugate la possibilità di adottare un bambino, la legge deve essere applicata senza alcuna discriminazione, a prescindere dall'orientamento sessuale del richiedente, tenendo anche conto del fatto che questi potrebbe ottenere un'adozione in quanto single che, nel preminente interesse stesso del minore, non potrebbe poi essere revocata a seguito di una unione civile registrata o di una coabitazione con un partner dello stesso sesso.

### Nord America

#### Canada
In Canada, l'adozione dipende dalla giurisdizione provinciale e territoriale. L'adozione da parte di coppie dello stesso sesso è legale in tutte le province.

#### Stati Uniti d'America
L'adozione da parte di una singola persona (indipendentemente dall'orientamento sessuale) è legale nell'intera giurisdizione degli Stati Uniti, mentre l'adozione da parte di una coppia omosessuale è ancora illegale nel solo territorio delle Samoa Americane.

#### Messico
Adozione legale
     Nessuna legislazione al riguardo

Stato legale delle adozione da parte di coppie dello stesso sesso in Messico
Adozione legale
Nessuna legislazione al riguardo

Attualmente permettono l'adozione a coppie dello stesso sesso gli stati di Baja California, Città del Messico, Campeche, Chiapas, Chihuahua, Coahuila, Colima, Michoacán, Morelos, Querétaro e Veracruz.

### Oceania

#### Australia
Le coppie dello stesso sesso sono autorizzate ad adottare minori nel territorio della capitale e in tutti e sei gli Stati della federazione: Nuovo Galles del Sud, Australia Occidentale, Victoria, Queensland, Australia Meridionale e Tasmania.

#### Nuova Zelanda
Nella Nuova Zelanda l'adozione di bambini da parte di coppie dello stesso sesso è legale dal 17 aprile 2013 per effetto della modifica del Marriage Act del 1955.La modifica legislativa ha aperto l'istituto del matrimonio anche alle coppie dello stesso sesso.
I coniugi possono quindi accedere all'adozione congiunta di minori a prescindere dal fatto che essi siano un uomo e una donna, due uomini o due donne.

### Sud America
Adozione legale
     Adozione del figlio del partner legale
     Adozione esplicitamente illegale
     Omosessualità vietata
     Nessuna legislazione al riguardo

Stato legale delle adozione da parte di coppie dello stesso sesso in Sud America
Adozione legale
Adozione del figlio del partner legale
Adozione esplicitamente illegale
Omosessualità vietata
Nessuna legislazione al riguardo

L'adozione da parte delle coppie dello stesso sesso è stata legalizzata da Argentina, Brasile, Cile, Colombia, Guyana francese ed Uruguay.

#### Argentina
In Argentina l'adozione di bambini da parte di coppie dello stesso sesso è legale per effetto della riforma che nel 2010 ha aperto il matrimonio a coppie di qualsiasi composizione sessuale. I coniugi possono quindi accedere all'adozione congiunta di minori a prescindere dal fatto che essi siano un uomo e una donna, due uomini o due donne.

#### Brasile
In Brasile l'adozione congiunta di minori è aperta alle coppie dello stesso sesso in conseguenza a quanto sentenziato nel 2011 dal Tribunale supremo federale, massimo organo giudiziario del Paese per le questioni di carattere costituzionale, in materia di eguale trattamento delle coppie dello stesso sesso rispetto alle altre coppie.. La normativa nazionale sulle adozioni garantisce la possibilità di adottare bambini alle coppie unite in matrimonio o in convivenza continuativa, senza fare riferimento al sesso dei componenti.

#### Uruguay
In Uruguay l'adozione congiunta di minori è aperta alle coppie dello stesso sesso per effetto della riforma del 2009 in materia di adozioni, che ha esteso la possibilità di adottare bambini alle coppie in unión concubinaria, e della riforma del 2013 in materia di diritto a contrarre matrimonio, che ha garantito l'accesso al matrimonio alle coppie dello stesso sesso.

## Cronologia
| Anno | Paese                                                                                        | Paesi per anno | Totale |
| ---- | -------------------------------------------------------------------------------------------- | -------------- | ------ |
| 2001 | Paesi Bassi                                                                                  | 1              | 1      |
| 2002 | Sudafrica                                                                                    | 1              | 2      |
| 2003 | Svezia                                                                                       | 1              | 3      |
| 2005 | Canada Spagna                                                                                | 2              | 5      |
| 2006 | Belgio Islanda                                                                               | 2              | 7      |
| 2009 | Norvegia Uruguay                                                                             | 2              | 9      |
| 2010 | Argentina Brasile Danimarca                                                                  | 3              | 12     |
| 2011 | Isola di Man                                                                                 | 1              | 13     |
| 2012 | Isole BES Jersey                                                                             | 2              | 15     |
| 2013 | Francia Nuova Zelanda Regno Unito                                                            | 3              | 18     |
| 2014 | Andorra Gibilterra Malta                                                                     | 3              | 21     |
| 2015 | Bermuda Colombia Irlanda Isole Pitcairn Lussemburgo Stati Uniti                              | 6              | 27     |
| 2016 | Austria Portogallo Groenlandia                                                               | 3              | 30     |
| 2017 | Finlandia Germania Fær Øer Isole Falkland Guernsey Sant'Elena, Ascensione e Tristan da Cunha | 6              | 37     |
| 2018 | Australia                                                                                    | 1              | 38     |
| 2019 | Isole Cayman                                                                                 | 1              | 39     |
| 2020 | Costa Rica                                                                                   | 1              | 40     |
| 2021 | Croazia                                                                                      | 1              | 41     |
| 2022 | Cile Cuba Slovenia Svizzera Messico                                                          | 5              | 45     |
| 2023 | Taiwan Israele Bolivia                                                                       | 3              | 48     |
| 2024 | Estonia Grecia                                                                               | 2              | 50     |
| 2025 | Liechtenstein Thailandia                                                                     | 2              | 52     |

## Analisi e ricerche
L'American Psychological Association (APA) nel 2004 ha dichiarato di opporsi a qualsiasi discriminazione fondata sull'orientamento sessuale in materia di adozioni da parte di persone omosessuali:
Therefore be it further resolved that the APA believes that children reared by a same-sex couple benefit from legal ties to each parent;
Therefore be it further resolved that the APA supports the protection of parent-child relationships through the legalization of joint adoptions and second parent adoptions of children being reared by same-sex couples;
Therefore be it further resolved that APA shall take a leadership role in opposing all discrimination based on sexual orientation in matters of adoption, child custody and visitation, foster care, and reproductive health services;
Therefore be it further resolved that APA encourages psychologists to act to eliminate all discrimination based on sexual orientation in matters of adoption, child custody and visitation, foster care, and reproductive health services in their practice, research, education and training (American Psychological Association, 2002);
Therefore be it further resolved that the APA shall provide scientific and educational resources that inform public discussion and public policy development regarding discrimination based on sexual orientation in matters of adoption, child custody and visitation, foster care, and reproductive health services and that assist its members, divisions, and affiliated state, provincial, and territorial psychological associations.»
che l'APA ritiene che i bambini allevati da una coppia dello stesso sesso debbano beneficiare dei legami giuridici con ciascun genitore;
che l'APA sostiene la tutela delle relazioni genitori-figli attraverso la legalizzazione delle adozioni congiunte e delle adozioni di bambini dal secondo genitore di bambini cresciuti da coppie dello stesso sesso;
che l'APA assume un ruolo di leadership nel contrastare ogni discriminazione fondata sull'orientamento sessuale in materia di adozione, custodia dei figli e di visita, affido, e servizi di salute riproduttiva;
che l'APA incoraggia gli psicologi ad agire per eliminare ogni discriminazione basata sull'orientamento sessuale in materia di adozione, custodia dei figli e di visita, affido, e servizi di salute riproduttiva nella loro pratica, la ricerca, l'istruzione e la formazione (American Psychological Association, 2002);
che l'APA deve fornire risorse scientifiche e didattiche che informano il dibattito pubblico e lo sviluppo delle politiche pubbliche in materia di discriminazione basata sull'orientamento sessuale in materia di adozione, custodia dei figli e di visita, affido e servizi per la salute riproduttiva e che assistono i suoi membri , divisioni, e lo stato affiliato, provinciali e associazioni psicologiche territoriali.»
(APA Council of Representatives , Council Policy Manual, “Sexual Orientation, Parents, & Children”)
Gli studi sui quali si basano le posizioni ufficiali dell'American Psychological Association, American Psychiatric Association, American Academy of Pediatrics, Australian Psychological Society e Australian Medical Association e altre associazioni di professionisti che operano nel campo della salute mentale hanno evidenziato che non sussistono differenze negli effetti della omogenitorialità rispetto alla genitorialità eterosessuale sul benessere mentale del bambino.
Anche l'American Psychiatric Association ha espresso posizioni simili ed insieme ad altre associazioni di professionisti ha firmato un documento in cui si esamina la letteratura in merito alla salute delle persone omosessuali e dei minori cresciuti con genitori omosessuali evidenziando che i minori beneficerebbero del diritto al matrimonio delle coppie omosessuali; nello stesso testo si esprimono anche dubbi sulle cosiddette "terapie riparative" rispetto alle quali si nota la mancanza di ricerche scientificamente valide che sostengano la riuscita o la sicurezza di tali interventi.

## Critiche
La Congregazione per la Dottrina della Fede si oppone ai progetti di riconoscimento legale delle unioni tra persone omosessuali, che considera "innaturali"; di conseguenza ritiene che l'inserimento di bambini all'interno di nuclei familiari omosessuali per mezzo dell'adozione sarebbe una violenza in contrasto con il principio, riconosciuto dalla Convenzione internazionale sui diritti dell'infanzia, secondo il quale l'interesse superiore da tutelare prioritariamente è quello del bambino.
In ambito accademico, è stato molto controverso lo studio del sociologo Mark Regnerus, che fu interpretato da diverse associazioni fondamentaliste cristiane attribuendo alla presunta omosessualità dei genitori il disagio psichico di alcuni bambini inclusi nello studio. In realtà il disagio osservato era dovuto ad altri fattori, come l'instabilità familiare tipica di figli di genitori divorziati. 
 Regnerus classificò come "genitore omosessuale" qualsiasi persona che avesse avuto almeno un'esperienza omosessuale in tutta la vita, includendo ad esempio ex-carcerati e persone dedite alla prostituzione. Lo stesso Mark Regnerus ha poi ammesso che il suo studio era stato interpretato male, e ha dichiarato: "ho parlato di madri lesbiche e padri gay quando in effetti non sapevo niente sul loro orientamento sessuale". Lo studio è stato ripetuto con un approccio metodologicamente corretto e i risultati sono stati pubblicati sulla stessa rivista che aveva pubblicato l'originale; gli autori dello studio riveduto, i ricercatori Simon Cheng e Brian Powell, sulla base degli stessi dati usati da Regnerus, sono giunti a conclusioni opposte, ovvero che non ci sono differenze significative tra genitori dello stesso sesso o di sesso diverso.

### Esperienze
- Brett Shapiro, L'intruso, Feltrinelli, Milano 1993. Una coppia ebraica gay, alla prese con l'adozione di un figlio, e l'arrivo dell'"intruso", l'Aids.
- Fabio Omero, I diritti degli omosessuali. Pietro e Giovanni: cronaca di un amore, Marsilio, Venezia 1996. (Nonostante il titolo, è un romanzo).

### Film
Any Day Now è un film del 2012 diretto da Travis Fine, basato su una storia vera che tocca questioni legali e sociali nel corso degli anni settanta.

### Studi scientifici
- Bottino M., Danna D. La gaia famiglia. Omogenitorialità: il dibattito e la ricerca. Trieste, Asterios, 2005.
- Barbagli, M. e Colombo. A.: Omosessuali moderni. Gay e lesbiche in Italia, Il mulino, Bologna 2001.
- Cavina C., Danna D. (a cura di) Crescere in famiglie omogenitoriali, Franco Angeli, 2009. ISBN: 9788856812176
- Danna, D.: ” Io ho una bella figlia…” Le madri lesbiche raccontano, Zoe, Forlì 1998.
- Giovanna Lobbia e Lisa Trasforini, Voglio una mamma e un papà. Coppie omosessuali, famiglie atipiche e adozione, Ancora, 2006. ISBN 88-514-0322-8. Saggio, di editore cattolico, che argomenta contro l'adozione alle famiglie omosessuali.
- A. Cadoret (FRANCIA), “Genitori come gli altri. Omosessualità e genitorialità. Universale Economica Saggi, Feltrinelli. Considerando le quattro opzioni possibili per avere un figlio all'interno della coppia omosessuale, l'autrice spiega come il disagio dei figli cresciuti da gay e lesbiche derivi dal vedere i propri genitori discriminati.
- (EN)  Agbayewa, M. O., Fathers in the newer family forms: male or female? in "Canadian Journal of Psychiatry", 29, 1984, pp. 402–406.
- (EN)  Alpert, H., We are everywhere: Writings by and about lesbian parents. Freedom, CA: The Crossing Press, 1988.
- (EN)  Bailey, J.M. - Bobrow, D. - Wolfe, M. - Mikach, S., Sexual orientation of adult sons of gay fathers, in "Developmental psychology", n. 31, 1995, pp. 124–129.
- (EN)  Baptiste, D.A., "Psychotheraphy with gay/lesbian couples and their children", in Coleman, E., Integrated identity for gay man and lesbian: psychotherapeytic approaches for emotional well-being, The harrington park press, New York 1988.
- (EN)  Barret, R. L., & Robinson, B. E.,Gay fathers, MA: Lexington Books, Lexington 1990.
- (EN)  Belcastro, P. A., Gramlich, T., Nicholson, T., Price, J., & Wilson, R., A review of data based studies addressing the effects of homosexual parenting on children's sexual and social functioning. in "Journal of Divorce and Remarriage", 20, 1993, pp. 105–122.
- Francesco Bilotta, Le unioni fra persone dello stesso sesso: profili di diritto civile, comunitario e comparato, Milano, Udine, Mimesis, 2008, ISBN 978-88-8483-715-8.
- (EN)  Binger, JJ. - Jacobsen, R.B., Parenting behaviours of homosexual and heterosexual fathers, in "Journal of Homosexuality", n. 18 (1/2), 1990, pp. 173–186.
- (EN)  Bigner, J. J., & Bozett, F. W., Parenting by gay fathers, in F. W. Bozett & M. B. Sussman (Eds.), Homosexuality and family relations, pp. 155–176, Harrington Park Press, New York 1990.
- (EN)  Bos, H.M.W. - van Balen, F. - van de Boom, D.C., Planned lesbian families: their desire and motivation to have children, in "Human Reproduction", vol. 18, n. 10, ottobre 2003, pp. 2216–2224.
- (EN)  Bozett, F. W., Gay fathers: How and why they disclose their homosexuality to their children, in "Family Relations", 29, pp. 173–179, 1980.
- (EN)  Bozett, F. W., Heterogeneous couples in heterosexual marriages: Gay men and straight women, in "Journal of Marital and Family Therapy", 8, 1982, pp. 81–89.
- (EN)  Bozett, F. W., Children of gay fathers, in F. W. Bozett (Ed.), Gay and Lesbian Parents, Praeger, New York, 1987, pp. 39–57.
- (EN)  Bozett, F. W. (1989), Gay fathers: A review of the literature, in F. W. Bozett, Homosexuality and the Family(pp. 137–162). New York: Harrington Park Press.
- (EN)  Flask, D.K. - Ficher, I. - Masterpasqua, F. - Joseph, G., Lesbian choosing motherhood. A comparative study of lesbian and heterosexual parents and their children, in "Developmental psychology", n. 31, 1995, pp. 105–114.
- (EN)  Golombok, S. - Spencer, A. - Rutter, M., Children in lesbian and single-parents households: Psychosexual and psychiatric appraisal, in "Journal of child psychology and psychiatry", n. 24, 1983, pp. 551–572.
- (EN)  Kirkpatrick, M., Clinical implications of lesbian mother studies, in "Journal of Homosexuality", 14 (1/2), 1987, pp. 201–211.
- (EN)  Lewin, E., Lesbianism and motherhood: implications for child custody, in: T. Darty - S. Potter, Women identified women, Mayfield, Palo Alto 1984, pp. 163–183.
- (EN)  Stiglitz, E., Caught between two worlds: the impact of a child on a lesbian couple's relationship, in "Women and therapy", n. 10 (1/2), 1990, pp. 99–116.